# Sulfotlenki

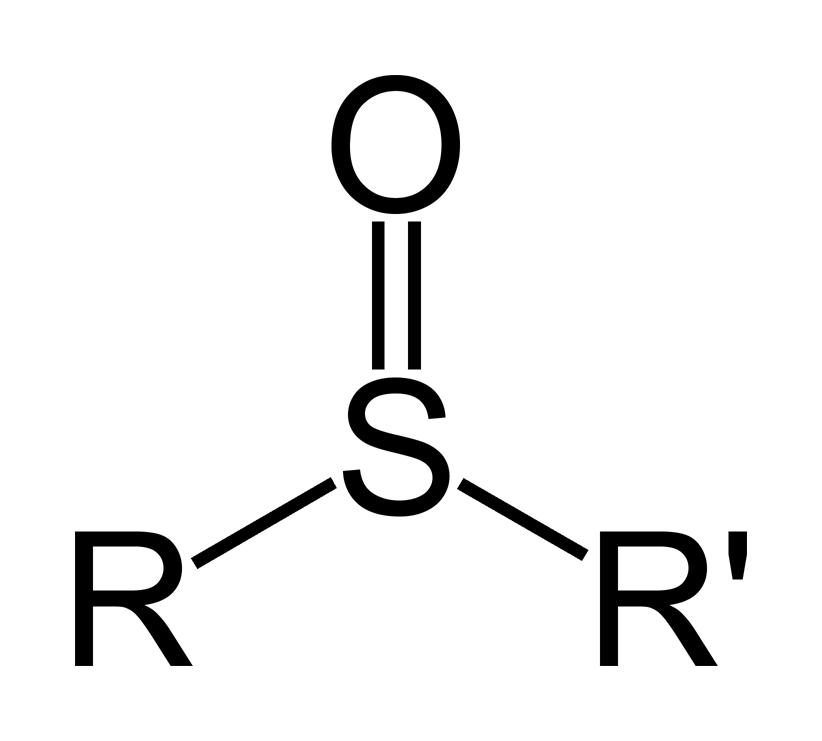
Wzór ogólny sulfotlenku

Sulfotlenki, sulfoksydy – grupa organicznych związków chemicznych o wzorze ogólnym R'R"S=O (R', R" = grupa alkilowa lub arylowa).

## Charakter wiązania
Wiązanie podwójne między atomem siarki i tlenu różni się zasadniczo od wiązań które występują pomiędzy atomami węgla i tlenu (np w ketonach). Oddziaływania elektrostatyczne powodują, że grupa ta ma silny charakter polarny z relatywnie krótkim wiązaniem S−O. Na przykład w DMSO, długość tego wiązania wynosi 1,531 Å, co jest bliższe długości wiązania pojedynczego S−OH (1,574 Å) niż podwójnego S=O (1,422 Å) w kwasie siarkowym.
Sulfotlenki są ogólnie przedstawiane strukturalnym wzorem R−S(=O)−R', gdzie R oraz R' są grupami organicznymi. Wiązanie pomiędzy siarką a tlenem ma jednak charakter pośredni pomiędzy wiązaniem koordynacyjnym a wiązaniem podwójnym spolaryzowanym<. Gdy grupy R i R' są różne, to atom siarki stanowi centrum stereogeniczne, w którym czwartym podstawnikiem jest wolna para elektronowa:
Energia konieczna do inwersji konfiguracji jest na tyle duża, że sulfotlenki są optycznie stabilne, tj. szybkość racemizacji jest mała w temperaturze pokojowej.

## Zastosowania
Dimetylosulfotlenek (DMSO; sulfotlenek dimetylowy) jest stosowany jako silnie polarny, aprotonowy rozpuszczalnik organiczny. Chiralne ugrupowanie sulfotlenkowe występuje w niektórych lekach, na przykład esomeprazolu lub modafinilu. Chiralne sulfotlenki są stosowane jako pomocniki chiralne w syntezach organicznych.